# Ceremonin (film, 2014)
Ceremonin är en svensk dokumentärfilm från 2014 i regi av Lina Maria Mannheimer. Filmen skildrar den franska författaren Catherine Robbe-Grillet och hennes närmsta krets. Via intervjuer delar filmens huvudpersoner med sig av tankar kring erotik, konst, normer, identitet, åldrande och ensamhet. Filmen visar också iscensatta sadomasochistiska ceremonier baserade på Robbe-Grillets fantasier och tankar.

## Om filmen
Filmen tog fem år att färdigställa och är Mannheimers långfilmsdebut. Den producerades av Mathilde Dedye för produktionsbolaget French Quarter Film AB, med stöd av Stiftelsen Svenska Filminstitutet. Den fotograferades av Daniel Takács och klipptes av Laureline Delom. Elle Kunnos de Voss har designat scenografi och kostym till de iscensatta ceremonierna.
Ceremonin hade premiär den 8 november 2014 på filmfestivalen Dox i danska Köpenhamn där den nominerades till priset Nordic Dox Award. Filmen hade svensk premiär den 28 januari 2015 på Göteborgs filmfestival och hade biopremiär den 13 februari 2015.